# Sahelices de Sabero
Sahelices de Sabero es una localidad perteneciente al municipio de Sabero, en el noreste de la provincia de León, comunidad autónoma de Castilla y León, España, con una población de 112 habitantes en 2016.
Está situada entre las localidades de Sabero y Olleros de Sabero, en la margen izquierda del río Horcado, a una altitud de unos 986 m s. n. m. Distancia de Sabero a un kilómetro.

## Historia

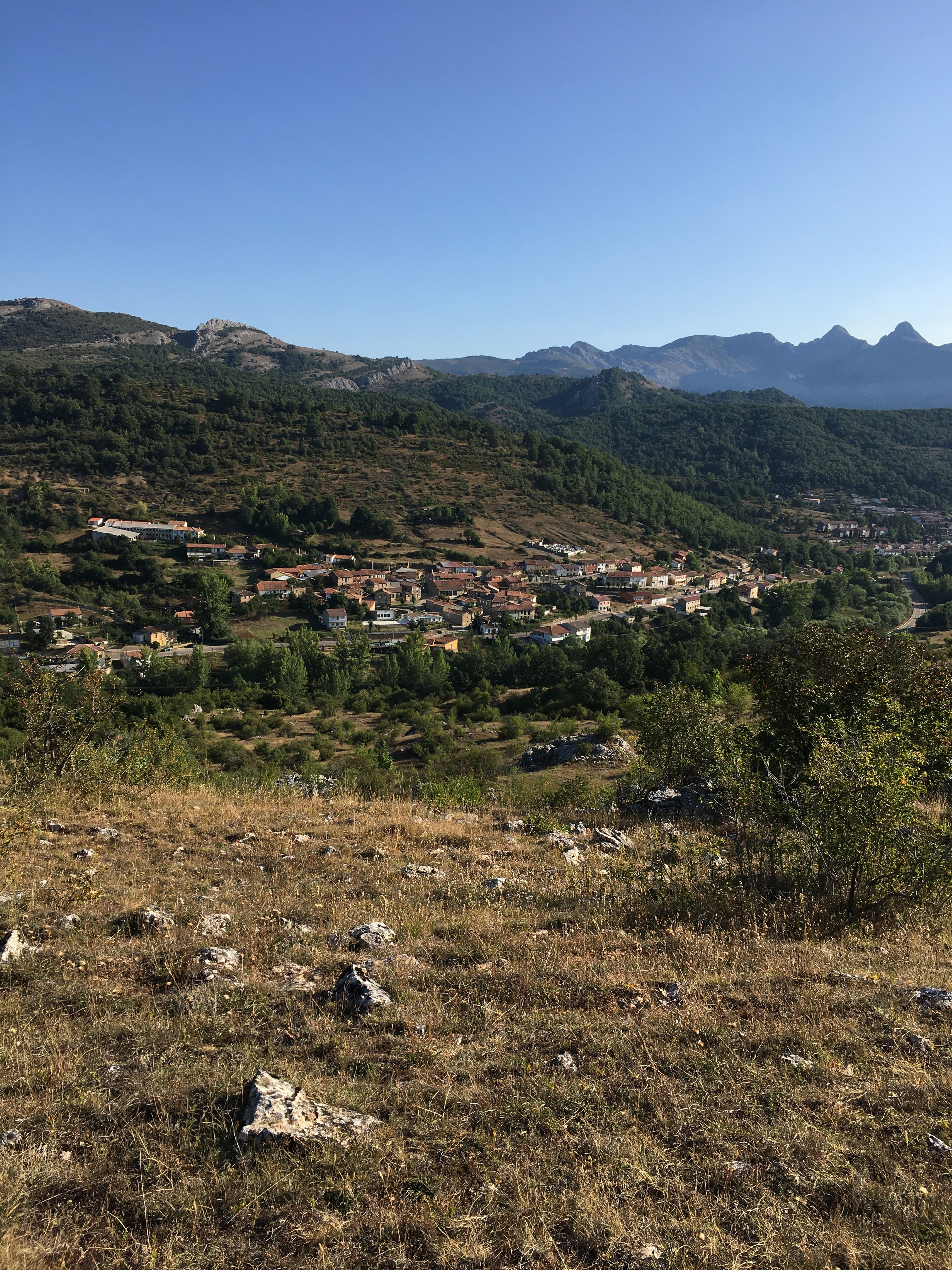
Sahelices de Sabero desde la Cruz

Se documenta por primera vez a este pueblo en el año 1058 en una donación de parte de este monasterio que se hace a la Catedral de León. Siendo obispo San Alvito; razón por la que aquí siempre tuvo casa el Obispado donde administraba justicia su merino todos los martes del año y perdiendo su propiedad con motivo de la Desamortización de Bienes Eclesiásticos del siglo XIX.

## Demografía
| Año                           | Hombres | Mujeres | Total |
| ----------------------------- | ------- | ------- | ----- |
| 2019 (Último estudio Oficial) | 56      | 58      | 114   |
| 2018                          | 54      | 55      | 109   |
| 2015                          | 55      | 60      | 115   |
| 2012                          | 56      | 63      | 119   |
| 2009                          | 58      | 62      | 120   |
| 2006                          | 57      | 80      | 137   |
| 2003                          | 61      | 91      | 152   |
| 2000                          | 74      | 94      | 168   |

Fuente: Instituto Nacional de Estadística

## Patrimonio
- Iglesia de San Pedro Ad Vincula